# Indijski sezam
Indijski sezam (indijska pšenica, sezam; lat. Sesamum indicum) biljna je vrsta iz taksonomije kritosjemenjača. Jednogodišnja je biljka koja doseže do 2 metra visine. Uzgaja se diljem svijeta i vjerojatno je jedna od najstarijih uljarica.
Mnogi divlji srodnici pronađeni su u Africi, a manji broj u Indiji.
Uzgaja se radi sjemena najviše u Kini, Indiji, Sudanu itd. Sjeme sadrži 45-60% ulja koje se upotrebljava za kuhanje, pripremanje salata i za proizvodnju margarina. Sjeme je također bogato proteinima i jedna je od omiljenih namirnica u orijentalnim i sjevernoafričkim zemljama. Upotrebljava se u pekarstvu za posipanje peciva.
Sezam je ljetna listopadna kultura koja može narasti u visinu od 4-7 stopa (1.2 do 2.1 metar). Kako je otporan na sušu uvezen je i u Teksas gdje e sadi u svim dijelovima te države. 
Sjeme sezama nalazi se u tobolcu, u kojem ima od 50 do 80 sjemenki. 

## Ulje
Karakteristika sezamovog ulja je njegova stabilnost i očuvanje kakvoće, otporan je na užeglost. Osim u kulinarstvu sezamovo ulje se koristi i u izradi boja, sapuna, kozmetike, parfema i insekticida.
- Biljka
- S. indicum
- S. indicum
- Sjemenke
- Pecivo sa sezamom
- Biskvit od sezama

## Sinonimi
- Dysosmon amoenum Raf.
- Sesamum africanum Tod.
- Sesamum occidentalis Heer & Regel
- Sesamum oleiferum Sm.
- Sesamum orientale L.
- Volkameria orientalis (L.) Kuntze[2]